# Khouma Babacar
Khouma El Hadji Babacar, född 17 mars 1993, är en senegalesisk fotbollsspelare (anfallare) som spelar för Boluspor.

## Karriär
Babacar är född i Thiès och började spela fotboll i ungdomsakademin i US Rail. Två år senare, bara 14 år gammal, flyttade han till Italien och började spela för Pescara. I juli 2008 skrev Babacar på för Fiorentina efter att även ha varit jagad av Genoa. Säsongen 2009/2010 började han träna med A-laget som då leddes av Cesare Prandelli.

### Fiorentina
Den 14 januari 2010, bara 16 år och 10 månader gammal debuterade Babacar för Fiorentina när han startade mot Chievo Verona i italienska cupen, han gjorde dessutom mål i debuten. Den 20 mars samma år gjorde han sitt första ligamål.

### Santander
Babacar blev under säsongen 2012/2013 utlånad till spanska Racing Santander, där han spelade åtta matcher.

### Modena
Säsongen 2013/2014 blev Babacar återigen utlånad. Denna gång till Modena i Serie B. Där han gjorde stor succé och sköt in hela 20 mål på 41 matcher. Detta ledde till en andraplats i skytteligan samt att Modena klarade en playoff-plats upp till Serie A.

### Fiorentina
Efter succén i Modena bestämde sig Fiorentina för att plocka hem Babacar. I juli 2015 förlängde han kontraktet med Fiorentina i ytterligare fyra år.

### Alanyaspor
I september 2020 lånades Babacar ut av Sassuolo till turkiska Alanyaspor på ett låneavtal över 1,5 år.

### FC Köpenhamn
Den 21 januari 2022 värvades Babacar av FC Köpenhamn, där han skrev på ett 3,5-årskontrakt.

### Boluspor
Den 9 augusti 2024 värvades Babacar av turkiska Boluspor, där han skrev på ett ettårskontrakt med option på ytterligare ett år.